# Dinastía X de Egipto
La Dinastía X o Décima Dinastía egipcia transcurre aproximadamente del año 2050 a. C. al 2000 a. C. Sus gobernantes son continuadores de los mandatarios de la dinastía IX y tienen su capital en Heracleópolis Magna. 
Las dinastías VII, VIII, IX, X y la época inicial de la dinastía XI se agrupan bajo del título de Primer periodo intermedio de Egipto.

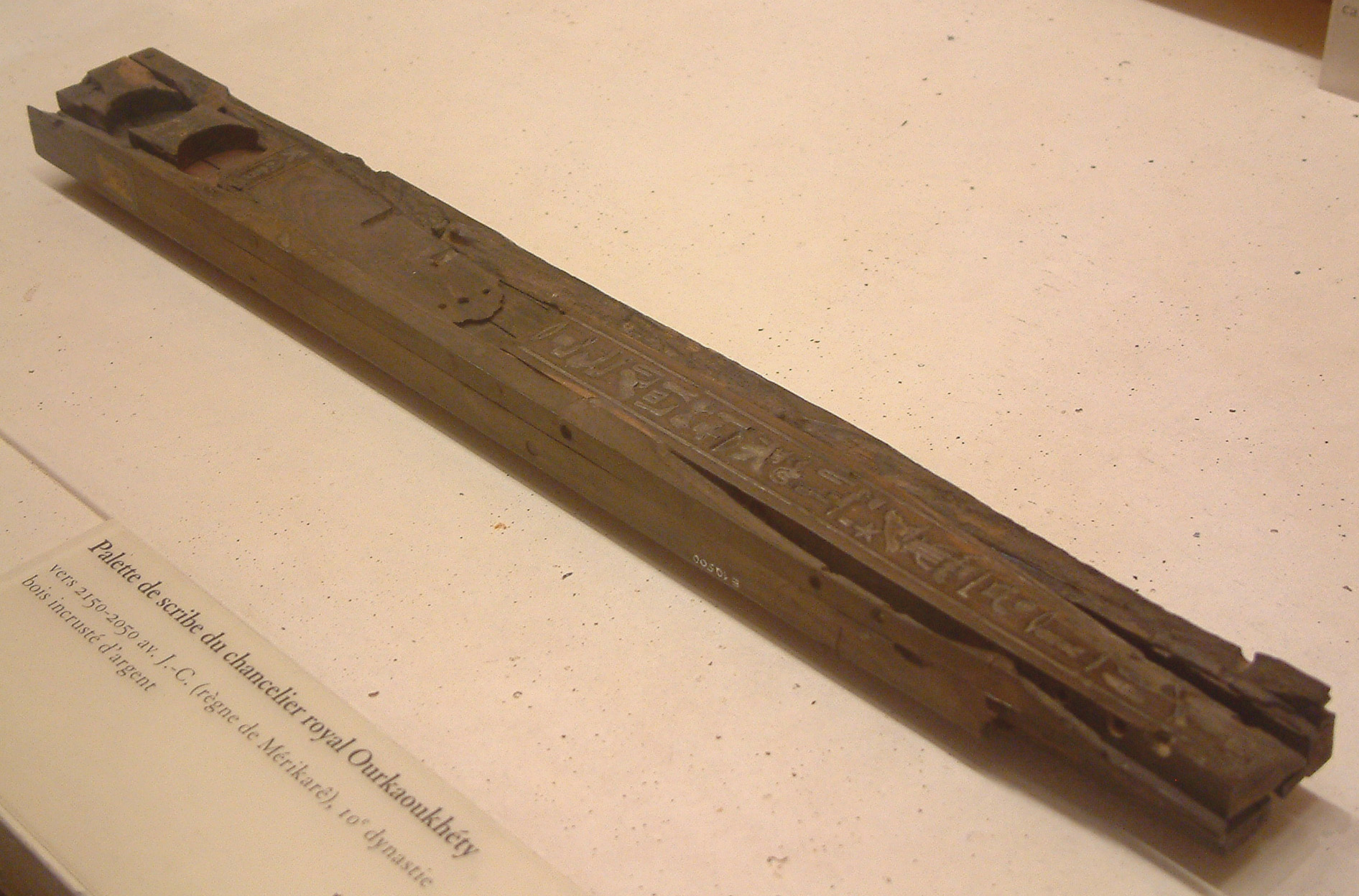
Paleta de Urkaujety. Louvre.

## La Dinastía X en lasListas Reales
- La Lista Real de Abidos y la Lista Real de Saqqara ignoran a esta dinastía.

- El Canon Real de Turín está muy dañado, y no puede leerse ningún nombre. Sólo son legibles los jeroglíficos Nesut-Bity del Nombre de Trono. Comprende desde el registro 5.1 al 5.11.

- Manetón narra solamente: "...19 reyes de Heracleópolis, que reinaron 185 años".

## La Dinastía X en otros documentos
Buena parte del conocimiento que poseemos sobre estos gobernantes proviene de los Decretos de Coptos, una serie de textos encontrados en varias tumbas que describen la asignación de privilegios particulares al visir Shemay y a su familia.
Los escasos documentos encontrados confirman que esta dinastía tiene por capital Heracleópolis Magna y que sólo ejercieron un control parcial sobre Egipto.

## Soberanos de la Dinastía X
- Algunos gobernantes de esta dinastía pudieron ser contemporáneos con los de la dinastía XI.

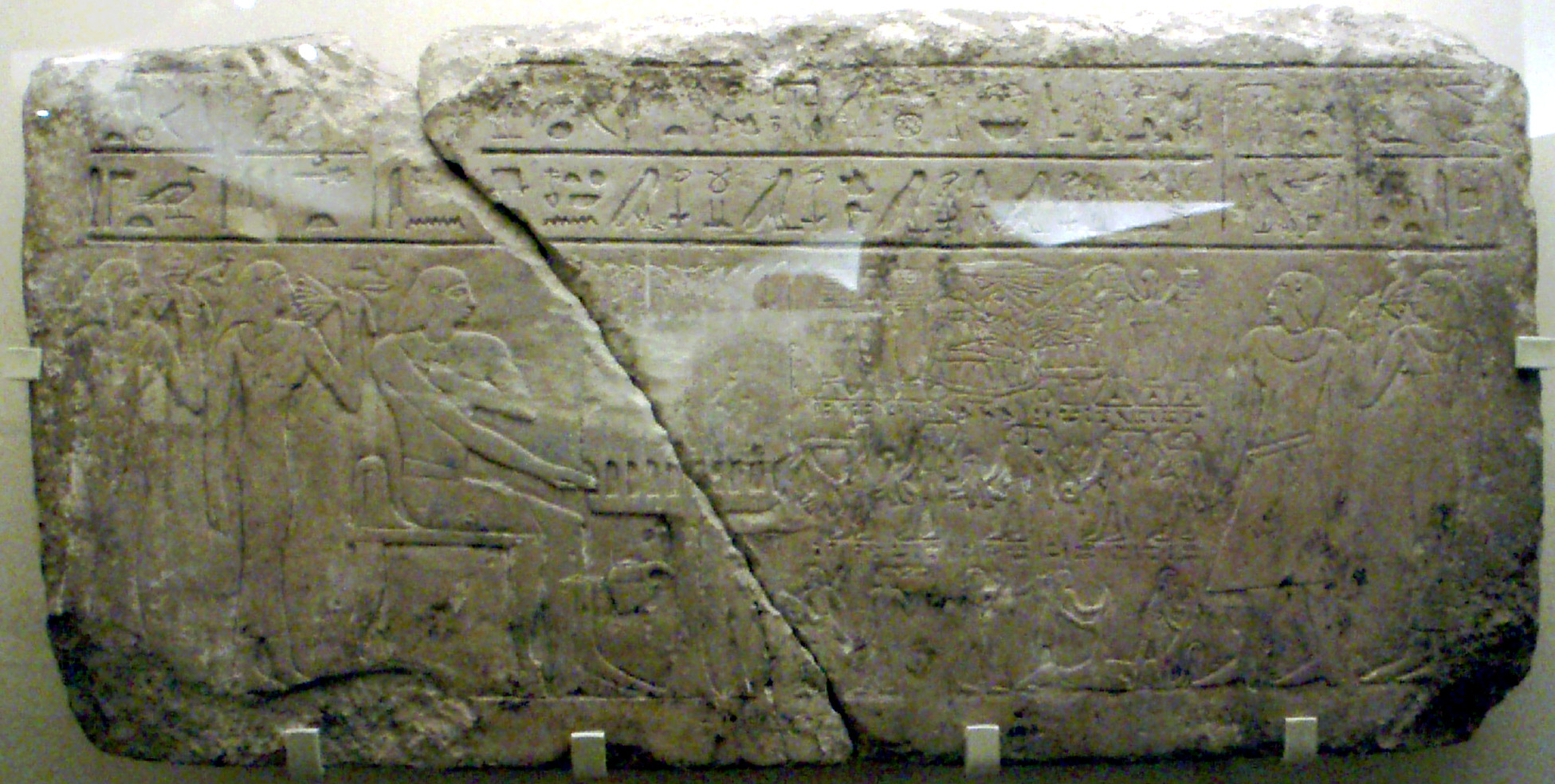
Bajorrelieve de Iny y su familia (Saqqara). Museo del Louvre.

| Nombre común   | Nombre de Nesut-Bity | Nombre de Sa-Ra | Comentarios | Reinado   |
| -------------- | -------------------- | --------------- | ----------- | --------- |
| Jety V         | Uahkara              | Jety            |             | 2050-2042 |
| Neferkara VIII |                      |                 |             | 2042-2036 |
| Mery...        |                      | Mery...         |             | 2036-2034 |
| Se...ra Jety   |                      | Se...ra Jety    |             | 2034-2026 |
| Jety VI        | Nebkaura             | Jety            |             | 2026-2018 |
| Jety VII       | Meryibra             | Jety            |             | 2018-2010 |
| Merykara       | Merykara             |                 |             | 2010-2000 |

## Otras hipótesis
En muchos textos se considera a la dinastías IX y X formando parte de un mismo linaje, agrupándolas. La falta de documentos y testimonios de estos mandatarios impide su detallado estudio, no entendiéndose bien por qué Manetón las consideró como dos dinastías diferentes.